# تثبیت‌کننده خودکار
در اقتصاد کلان، تثبیت‌کننده‌های خودکار، بخشی از سیاست‌های مالی هستند که به‌صورت خودکار و بدون نیاز به تصمیم‌گیری یا مجوز جدید از سوی دولت یا سیاست‌گذاران، نوسانات فعالیت اقتصادی کشور از جمله تولید ناخالص داخلی حقیقی را کاهش می‌دهند. از شناخته‌شده‌ترین مالیات تثبیت‌کننده‌های خودکار می‌توان به مالیات بر درآمد و پرداخت‌های رفاهی اشاره کرد.

## جستارهاب وابسته
- بازخورد منفی